# Префектура Кіото
Префекту́ра Кіо́то (яп. 京都府, きょうとふ, МФА: [kʲoːto ɸu̥]) — префектура Японії в регіоні Кінкі, в центральній частині острова Хонсю. Префектурний центр — місто Кіото.

## Символи
| Емблема префектури Кіото (яп. 京都府府章) — емблема у вигляді шестипелюсткової квітки. Шість пелюсткок нагадують про високий статус стародавньої столиці Кіото. Всередину них вписаний перший ієрогліф слова Кіото — 京 (кьо) у формі людини, що символізує мешканців префектури. Затверджений 2 листопада 1976 року |
| Прапор префектури Кіото (яп. 京都府府旗) — прямокутне полотнище фіолетового (пурпурного) кольору, з емблемою Кіото білого і золотого кольорів по центру. Співвідношення сторін прапора становить 1 (вертикальна) до 1,4 (горизонтальна). Затверджений 2 листопада 1976 року.                                         |
| Дерево префектури Кіото — кіотська криптомерія (Cryptomeria japonica). |
| Квітка префектури Кіото — кіотська сакура (Cerasus spachiana f. spachiana). |
| Птах префектури Кіото — ряболиций буревісник (Calonectris leucomelas). |